# Isotima aurangabadensis
Isotima aurangabadensis är en stekelart som beskrevs av Kanhekar 1989. Isotima aurangabadensis ingår i släktet Isotima och familjen brokparasitsteklar. Inga underarter finns listade i Catalogue of Life.